# Торренс (Каліфорнія)
Торренс (англ. Torrance) — місто (англ. city) в США, передмістя Лос-Анджелеса в окрузі Лос-Анджелес штату Каліфорнія. Населення — 147 067 осіб (2020).

## Географія
Торренс розташований за координатами 33°50′6″ пн. ш. 118°20′29″ зх. д. / 33.83500° пн. ш. 118.34139° зх. д. (33.834966, -118.341431).  За даними Бюро перепису населення США в 2010 році місто мало площу 53,23 км², з яких 53,04 км² — суходіл та 0,20 км² — водойми.

### Клімат
| Клімат : Торренс             | Клімат : Торренс | Клімат : Торренс | Клімат : Торренс | Клімат : Торренс | Клімат : Торренс | Клімат : Торренс | Клімат : Торренс | Клімат : Торренс | Клімат : Торренс | Клімат : Торренс | Клімат : Торренс | Клімат : Торренс | Клімат : Торренс |
| Показник                     | Січ.             | Лют.             | Бер.             | Квіт.            | Трав.            | Черв.            | Лип.             | Серп.            | Вер.             | Жовт.            | Лист.            | Груд.            | Рік              |
| Абсолютний максимум, °C      | 32,8             | 33,3             | 35,6             | 40,0             | 37,8             | 40,0             | 38,9             | 38,3             | 43,9             | 41,1             | 36,7             | 34,4             | 43,9             |
| Середній максимум, °C        | 18,7             | 18,8             | 19,3             | 21,2             | 21,6             | 23,5             | 25,1             | 25,7             | 25,6             | 23,8             | 21,1             | 18,2             | 21,9             |
| Середній мінімум, °C         | 7,7              | 9,0              | 9,5              | 10,5             | 12,9             | 14,8             | 16,7             | 16,9             | 16,2             | 14,1             | 10,1             | 7,6              | 12,2             |
| Абсолютний мінімум, °C       | −3,9             | −2,2             | 0,0              | −2,2             | 3,9              | −6,1             | 6,1              | 6,7              | 6,1              | 2,8              | 0,0              | −2,8             | −6,1             |
| Норма опадів, мм             | 83               | 99               | 56               | 19               | 6                | 2                | 1                | 1                | 4                | 16               | 30               | 53               | 370              |
| ---------------------------- | ---------------- | ---------------- | ---------------- | ---------------- | ---------------- | ---------------- | ---------------- | ---------------- | ---------------- | ---------------- | ---------------- | ---------------- | ---------------- |
| Джерело: The Weather Channel |                  |                  |                  |                  |                  |                  |                  |                  |                  |                  |                  |                  |                  |

## Демографія
Згідно з переписом 2010 року, у місті мешкало 145 438 осіб у 56 001 домогосподарстві у складі 38 412 родин. Густота населення становила 2732 особи/км².  Було 58377 помешкань (1097/км²).
Расовий склад населення:
| - 51,1 % — білих - 34,5 % — азійців - 2,7 % — чорних або афроамериканців - 0,4 % — вихідців з тихоокеанських островів - 0,4 % — корінних американців - 5,4 % — осіб інших рас |

До двох чи більше рас належало 5,5 %. Частка іспаномовних становила 16,1 % від усіх жителів.
За віковим діапазоном населення розподілялося таким чином: 21,9 % — особи молодші 18 років, 63,2 % — особи у віці 18—64 років, 14,9 % — особи у віці 65 років та старші. Медіана віку мешканця становила 41,3 року. На 100 осіб жіночої статі у місті припадало 94,7 чоловіків;  на 100 жінок у віці від 18 років та старших — 91,8 чоловіків також старших 18 років.
Середній дохід на одне домашнє господарство  становив 97 138 доларів США (медіана — 79 549), а середній дохід на одну сім'ю — 112 193 долари (медіана — 94 806). Медіана доходів становила 69 676 доларів для чоловіків та 55 550 доларів для жінок. За межею бідності перебувало 7,0 % осіб, у тому числі 6,5 % дітей у віці до 18 років та 8,9 % осіб у віці 65 років та старших.
Цивільне працевлаштоване населення становило 71 864 особи. Основні галузі зайнятості: освіта, охорона здоров'я та соціальна допомога — 20,2 %, виробництво — 14,4 %, науковці, спеціалісти, менеджери — 13,8 %.

## Економіка
Машинобудування, металообробка, хімічна, харчова промисловість, видобуток нафти. У місті розташовані штаб-квартири американських представництв двох із трьох найбільших японських автовиробників — Toyota Motor Sales і American Honda Motor Company.
Вертолітна компанія Робінсон проектує і будує гелікоптери, компанія Honeywell Garrett виробляє турбокомпресори, які використовуються на автомобільних двигунах по всьому світу. Тут же розміщуються штаб-квартири Alcoa Fastening Systems (системи кріплення), Pacific Sales, PC Mall та Pelican Products.
Дві основних лікарні розташовані в межах міста — Torrance Memorial Medical Center та Little Company of Mary Hospital. Третя лікарня, Los Angeles County Department of Health Services Harbor-UCLA Medical Center, знаходиться поза межами міста, але також має адресу міста Торренс.

### Спорт
- Мердок Стедіум

## Видатні люди
- Ройс Ґрейсі - американський спортсмен бразильського походження зі збройних мистецтв, мешкає у Торранс
- Луї Замперіні — легкоатлет, військовополонений часів Другої Світової війни, євангеліст-проповідник. Головний герой книги Лори Гілленбранд «Нескорений» й  однойменного кінофільму
- Мішель Кван - фігуристка, дворазовий призер Олімпійських ігор (1998 та 2002)
- Алисон й Аманда Міхалки (Aly & AJ) – співачки й акторки
- Snoop Dogg – реппер, володіє маєтком у місцевості Холлівуд-Рівієра
- Чак Норріс - актор, виріс у Торрансі у трейлері, тут він відкрив свій перший додзьо